# ملعب أماري داو
ملعب أماري داو هو ملعب متعدد الاستخدام يقع في مدينة سيغو المالية . غالبا ما يتم استخدامه لمباريات كرة القدم . يسع الملعب لجلوس 15 ألف متفرج . يعتبر الملعب الرسمي الذي يخوض فيه نادي بيتون مبارياته . تم افتتاح الملعب في سنة 2001 .